# Amphisbaena mitchelli
Amphisbaena mitchelli este o specie de reptile din genul Amphisbaena, familia Amphisbaenidae, ordinul Squamata, descrisă de Joan B. Procter în anul 1923. Conform Catalogue of Life specia Amphisbaena mitchelli nu are subspecii cunoscute.